# Placogorgia coronata
Placogorgia coronata är en korallart som beskrevs av Carpine och Manfred Grasshoff 1975. Placogorgia coronata ingår i släktet Placogorgia och familjen Plexauridae. Inga underarter finns listade i Catalogue of Life.